# Celestus occiduus
Espèce
Statut de conservation UICN

 CR (Possibly Extinct) C2a(i,ii); D : 
En danger critique
Synonymes
- Lacerta occidua Shaw, 1802
- Celestus impressus Cope, 1868
- Macrogongylus brauni Werner, 1901

Celestus occiduus est une espèce de sauriens de la famille des Diploglossidae.

## Répartition
Cette espèce était endémique de Jamaïque. Elle a été observée pour la dernière fois en 1840 et est peut-être éteinte.

## Publication originale
- Shaw, 1802 : General Zoology, or Systematic Natural History, vol. 3, no 2, p. 313-615 (texte intégral).